# Prasouda (Tilos)
Prasouda (grekiska: Πρασούδα) är en mindre, obebodd ö i Grekland. Den ligger strax öster om ön Tilos i ögruppen Dodekaneserna och regionen Sydegeiska öarna, i den sydöstra delen av landet, 400 km sydost om huvudstaden Aten.